# Marco Fúlvio Flaco (cônsul em 125 a.C.)
Marco Fúlvio Flaco (m. 121 a.C.; em latim: Marcus Fulvius Flaccus) foi um político da gente Fúlvia da República Romana eleito cônsul em 125 a.C. com Marco Pláucio Hipseu. Era neto de Quinto Fúlvio Flaco, cônsul por quatro vezes entre 237 e 209 a.C.. Foi um dos principais líderes dos populares juntamente com Caio Graco.

## Carreira

Mapa do território dos salúvios, onde Flaco atuou com suas legiões.

Flaco foi um dos senadores do círculo dos irmãos Graco e, juntamente com Caio Papírio Carbão e Caio Graco, foi um dos três triúnviros agrorum dividendorum da comissão agrária montada em 129 a.C. para aplicar a lei agrária de Tibério Graco.
Em 125 a.C. foi eleito cônsul com Marco Pláucio Hipseu e foi enviado para ajudar os habitantes de Massília (moderna Marselha) contra a devastação provocada pelos salúvios e os vocôncios. Segundo os historiadores, esta teria sido a primeira intervenção romana na Gália Transalpina, apesar de as legiões romanas já terem avançado até o rio Var, que até então marcava a fronteira entre a Gália Cisalpina e a Transalpina. Quando retornou a Roma, celebrou um triunfo. Ainda durante seu mandato, propôs a concessão da cidadania romana a todos os aliados romanos, introduzindo pela primeira vez um debate que dominaria a política romana por muitos anos.
Dois anos depois, acompanhou Caio Graco na fundação da colônia Junônia sobre as ruínas de Cartago, um momento que marca o auge das reformas dos irmãos Graco e que é também um ponto de inflexão, uma vez que sua ausência de Roma foi aproveitada por seus inimigos, que iniciaram uma campanha de calúnias para minar seu prestígio.
Em 122 a.C., foi eleito tribuno da plebe para ajudar Caio Graco a aplicar uma versão emendada de sua política de extensão da cidadania romana aos povos italianos, o que fez dele o único ex-cônsul a ocupar a posição de tribuno em toda a história de Roma.
Quando, no ano seguinte, Caio Graco não conseguiu ser reeleito tribuno da plebe, Flaco enviou seus partidários para protestar no monte Aventino, mas o cônsul, Lúcio Opímio, reprimiu o protesto violentamente provocando a morte de Graco e de Flaco, além de seu filho mais velho, que haviam se refugiado no Templo de Diana com vários seguidores.
Cícero o meciona entre os oradores de sua época, mas afirma que ele era pouco mais do que medíocre e afirma que ele era mais um estudioso de literatura do que um orador. Plutarco o descreve como um "agitador nato".

## Família
Flaco teve pelo menos dois filhos, o mais velho, possivelmente chamado Marco Fúlvio Bambálio, foi morto com o pai. Ele era casado com Semprônia Graca, filha de Caio Graco, com quem teve uma filha, Fúlvia Flaca Bambula, que se casou primeiro com Clódio Pulcro e, depois, com Marco Antônio. O filho mais novo, Quinto Fúlvio Flaco, que serviu apenas como emissário de Flaco e Graco, foi forçado ao suicídio por Lúcio Opímio, que permitiu que ele escolhesse como preferia morrer.
Sua filha mais velha, Fúlvia, casou-se com Públio Lêntulo e foi mãe de Públio Cornélio Lêntulo Sura, cônsul em 71 a.C.. Cícero se refere a ele como sendo sogro de um irmão de Quinto Lutácio Cátulo, o que permite inferir que ele teve uma segunda filha. Uma terceira casou-se com Lúcio Júlio César, cônsul em 90 a.C., o que torna Flaco um avô de Lúcio Júlio César, que foi cônsul em 64 a.C..